# Nizar Rohana
 (avril 2016).
Nizar Rohana est un joueur de oud palestinien actuellement établi aux Pays-Bas. Il est une des nouvelles figures incontournables[non neutre] de l’oud en Palestine cherchant à tisser des liens entre différents répertoires,

## Biographie
Nizar Rohana est né dans le village de 'Isifya sur le Mont Carmel près de Haïfa en 1975. Son père jouait occasionnellement du oud lors des fêtes du village et sa mère l’accompagnait à la percussion. Nizar commença ainsi à jouer du oud à partir de l’âge de 13 ans.
Par la suite, il développera son propre répertoire à partir d’influence orientale (Tamburi Cemil Bey, Kemani Tatyus Efendi, Muhammad Al-Qasabji and Mohammed Abdel Wahab) mais également classique occidentale (Bach, Mozart, Beethoven, Chopin et Brahms.
Nizar est diplômé d’une licence puis d’un master en musique et art du département de musique arabe de l’Académie de musique et de danse de Jérusalem et du département de musicologie de l’université hébraïque.
Depuis 2013, il poursuit un doctorat en improvisation et composition en solo oud à l’université de Leiden aux Pays-Bas

## Carrière
Sur les 15 dernières années, Nizar a joué dans de nombreux pays en solo ou en groupe (Japon, Maroc, Égypte, Turquie, États-Unis et Europe).
Il a sorti son premier album en 2008 Sard (narration).
Il a sorti un second album Furat (Euphrates) » chez Lop Lop Productions en 2016 avec son trio (Wassim Halal et Matyas Szandai)